# J. Solé i Forn
El Dr. J. Solé i Forn (---- / ----), publicó con el Dr, Juan Vendrell (---- / ----) en el 1900, el libro que marcaría la futura línea de trabajo del masaje terapéutico en España, titulado "Terapéutica Física. Masaje Terapéutico" y que posteriormente (20 de marzo de 1906) presentaron parte de él en Francia, el original tratamiento de la obstrucción intestinal por masaje. Llegando a ser eficaz y famoso su "masaje ginecológico", terapia esta última reservada en la actualidad para la Osteopatía.